# Кольо Арабаджиев
Кольо Цанев Арабаджиев е български комунист, партизанин.

## Биография
Роден е на 10 ноември 1924 г. в пловдивското село Зелениково. От 1939 г. е член на РМС. Известно време е секретар на районен комитет на РМС в Пловдив. От 1 май 1943 г. е партизанин от партизански отряд „Антон Иванов“, а след това в партизанска бригада „Георги Димитров“. На 20 декември 1944 г. е назначен за помощник-командир на първа дружина от петдесет и осми пехотен гюмюрджински полк с чин капитан. От април 1945 г. е помощник-командир на полка. Награждаван е с орден „За храброст“ IV ст., 2 клас и югославския орден „Партизанска звезда“ III ст.